# William Kentridge

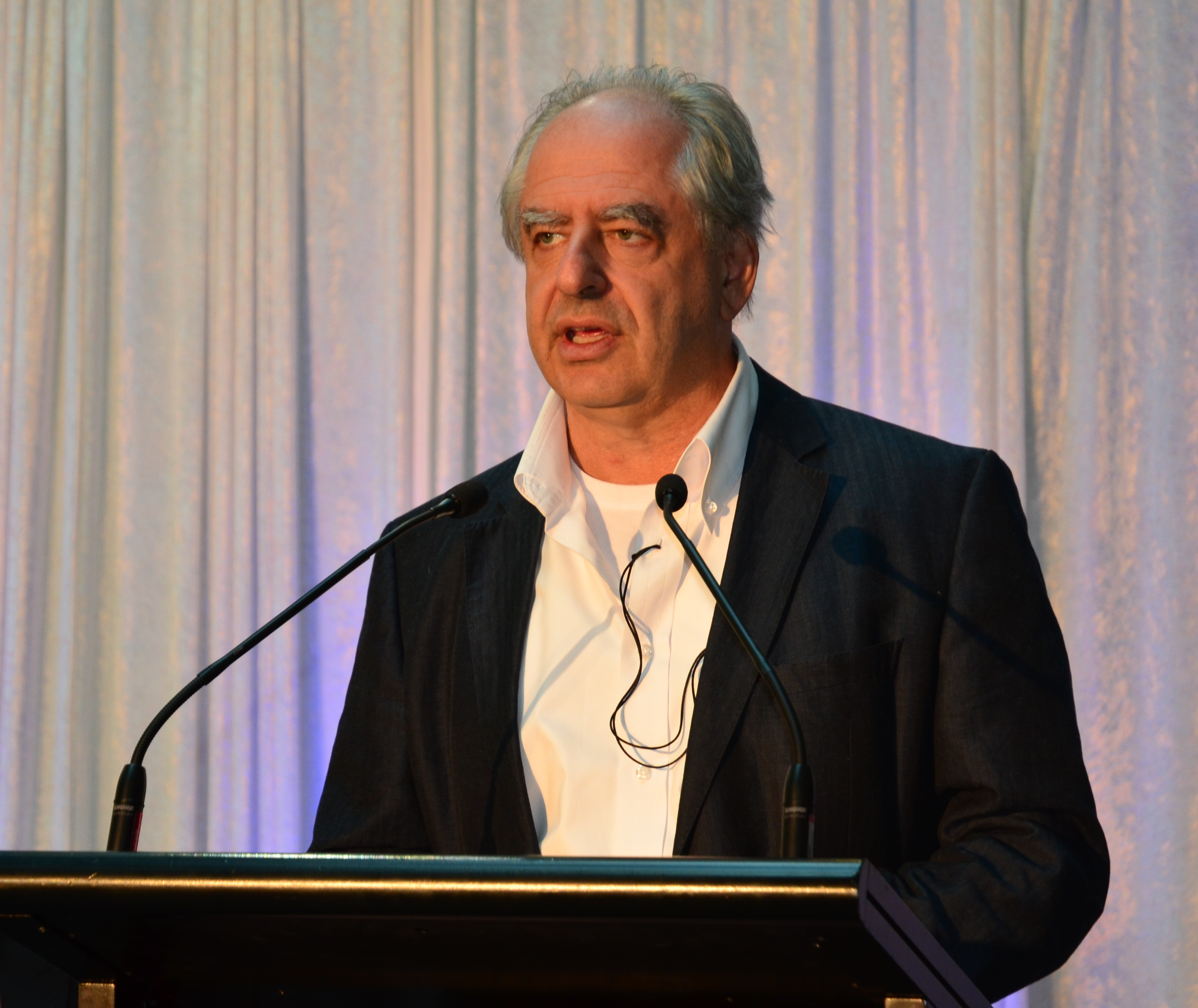
William Kentridge (2012)

William Kentridge (ur. 28 kwietnia 1955 w Johannesburgu, w Republice Południowej Afryki) – południowoafrykański artysta grafik, rysownik, twórca animacji.

## Życiorys
Syn prawników będących przedstawicielami ofiar apartheidu. Ukończył Liceum Króla Edwarda VII w Houghton. Obronił tytuł licencjacki z politologii i afrykanistyki na Uniwersytecie Witwatersrand w Johannesburgu. Jednak tytuł magistra obronił na Johannesburg Art Foundation. W latach 80. próbował swoich sił w pantomimie, uczęszczając do L’École Internationale de Théâtre Jacques Lecoq w Paryżu. W latach 1975–1991 występował oraz reżyserował spektakle dla Junction Avenue Theatre Company w Johannesburgu. Ostatecznie zrezygnował z kariery aktorskiej i pozostał wierny sztukom wizualnym tworząc grafiki i filmy animowane. Zdarza się jednak, że artysta ten sięga po inne formy wyrazu. W swoim dorobku ma także kilka pomników oraz projektowanie scenografii dla spektakli operowych.

## Twórczość
Styl rysunkowy Kentridge’a można określić mianem ekspresyjnego. Doświadczenia społeczne, jakich był uczestnikiem w czasach apartheidu w RPA, nacechowały jego twórczość. Często wykorzystywał te doświadczenia do realizowania swoistych artystycznych komentarzy. W pracy Casspirs Full of Love pokazuje niesprawiedliwość ówczesnego rządu poprzez ironiczne zastosowanie nazwy wozu pacyfikacyjnego. Tytułowy Casspir to wóz służący do pacyfikowania ludności w RPA. Nie służy on, jak mógłby wskazywać tytuł, do obrony pokoju. Jest przedstawiony jako box wiozący ucięte głowy. Jest autorem wielu grafik i ilustracji. Z czasem jednak coraz bardziej poświęcił się tworzeniu animacji. Wyprodukował m.in. serię Johannesburg, 2nd Greatest City After Paris, w której skład wchodziły pomniejsze animacje. Częstymi bohaterami jego filmów były postaci Soho Ecksteina i Felixa Teitlebauma. Postaci uniwersalne lekko oparte na postaci samego autora stanowiły alegorię zmagającego się z politycznymi i społecznymi problemami człowieka epoki kapitalistycznej RPA. Jego działalność artystyczna to także tworzenie multimedialnych instalacji, które zarówno poruszają ważne tematy społeczne, ale też zagadnienia samej formy i użytego medium. Taka realizacją jest na przykład duża działająca w pięciu kanałach projekcja O Sentimental Machine (2015) pokazana na 14. Biennale w Stambule.
W 2015 r. w ramach festiwalu Lalka też człowiek w kinie KC w Warszawie zaprezentowano program filmowy Świat Williama Kentridge’a. Zaprezentowano na nim zarówno filmy tego artysty oraz film dokumentalny o nim.

## Nagrody i wyróżnienia
- Nagroda Kioto w dziedzinie sztuki i filozofii (2010)[3]
- Nagroda ASIFA przyznana na festiwalu Etiuda/Anima w Krakowie (2015)